# Aérodrome d'Esch-sur-Alzette
L'aérodrome d'Esch-sur-Alzette est un ancien aérodrome luxembourgeois qui a été actif de 1937 à 1954.

## Histoire
La prairie du « Lankelzerweier » accueille dès les années 1920 des meetings aériens.
L'existence de l'aérodrome est liée au programme anglophone de Radio Luxembourg, particulièrement écouté le weekend car diffusant de la musique ce qui était alors interdit sur les radios anglaises. La prairie a ainsi été drainée pour améliorer les conditions d'atterrissage et de décollage. 
Radio Luxembourg devait ainsi transporter depuis le Royaume-Uni des disques, ce qui incite à la création de l'aérodrome qui ouvre le 26 septembre 1937 et à l'établissement d'une ligne commerciale vers l'aéroport de Croydon le 6 mai 1938,. Outre cette activité, il est ouvert à l'aviation sportive et de tourisme. Une extension est rapidement envisagée mais la Seconde Guerre mondiale et l'interdiction du survol du Grand-Duché enterre le projet.
Après guerre le développement urbain d'Esch-sur-Alzette, combiné à l'ouverture de l'aéroport de Luxembourg-Findel, par transformation de l'aérodrome préexistant, condamne l'aérodrome d'Esch qui ferme le 1er février 1954,.

## Installations

### Bâtiments
Un hangar de 24 mètres de long et 14 mètres de haut, accompagné d'un atelier de réparation, a été construit. L'aérogare est inaugurée le 26 mai 1938 et accueille le clubhouse de l'aéro-club du bassin minier.

### Piste
La piste était enherbée et tondue par les moutons d'un éleveur de la localité voisine de Lallange.

## Exploitation
L'aérodrome est exploité par la Société anonyme pour l'aménagement et l'exploitation de l'aérodrome d'Esch-sur-Alzette, fondée en février 1937.

## Vestiges
La cité du Cinquantenaire a été construite en lieu et place, tandis que la rue de l'aérodrome rappelle l'emplacement de la piste. Un monument y rappelle l'existence de l'aérodrome.